# 김영선 (축구 선수)

## 클럽 경력
김영선은 영등포공업고등학교와 영남대학교를 거쳐 2025년 천안시티 FC 공개테스트를 통해 입단하였다. 팀 내에서는 수비와 중원을 오가는 멀티 자원으로 기용되고 있다.

## 프로 데뷔 및 통계
2025 시즌 K리그2에 데뷔하여 6월 기준 리그 9경기에 출전, 1도움을 기록했다. 뛰어난 활동량과 안정적인 패싱으로 팀 전술에 기여하고 있다.

## 특징
수비형 미드필더와 측면 수비를 모두 소화할 수 있는 멀티 플레이어로, 경기 운영 능력과 수비 집중력이 강점이다. 빠른 적응력으로 데뷔 시즌부터 비교적 많은 출장 기회를 얻고 있다.

## 수상
- 2025년 천안시티 FC 자체 선정 ‘베스트 팀’ 및 ‘베스트 11’ 포함

## 기타
- 2025년 6월 28일 구단 SNS를 통해 생일 축하 메시지가 게시되었다.

## 참고 자료
- 천안시티 FC 공식 SNS – 입단 발표, 생일 축하
- 스포츠G – 공개 테스트 합격 및 시즌 중 활약 기사
- K리그 경기 기록 – 2025시즌 출전 및 도움 기록